# (7290) Johnrather
(7290) Johnrather est un astéroïde de la ceinture principale.

## Description
(7290) Johnrather est un astéroïde de la ceinture principale. Il fut découvert le 11 mai 1991 à l'observatoire Palomar par Eleanor Francis Helin. Il présente une orbite caractérisée par un demi-grand axe de 2,56 UA, une excentricité de 0,23 et une inclinaison de 24,8° par rapport à l'écliptique.

## Compléments